# Lake Shore (Waszyngton)
Lake Shore – jednostka osadnicza w Stanach Zjednoczonych, w stanie Waszyngton, w hrabstwie Clark.